# 장암동 (의정부시)
장암동(長岩洞)은 경기도 의정부시에 위치한 행정구역이다.

## 개요
장암동은 남쪽으로는 서울특별시 노원구와 남동쪽으로는 남양주시 별내면이 경계를 이루고 있다. 자연경관이 수려한 수락산 자락에 중랑천을 끼고 아파트와 자연부락이 공존하고, 노강서원, 박세당 고택 등이 자리한 역사와 문화의 고장이다. 장암, 신곡지역의 택지개발로 인하여 아파트가 늘고 인구가 팽창함에 따라 민원 증가에 대비한 행정수요를 위하여 1994년 7월 1일 ‘장곡동’을 ‘장암동’과 ‘신곡동’으로 분할하였다. 수도권제1순환고속도로 의정부 나들목와 동부간선도로 분기점이 되고 장암ㆍ상계지구의 도시개발, 롯데캐슬 관광온천 시설과 대형 쇼핑센터 등의 각종 주민편의 시설이 입주해 있는 교통ㆍ문화ㆍ관광ㆍ경제의 거점지역으로서의 새로운 도시 문화를 형성하고 있다.
장암동은 원래 둔야면의 ‘장자리’와 ‘조암리’ 일부, 그리고 ‘동막리’를 합쳐 ‘장자리’와 한자씩 따서 1914년 4월 1일 행정구역 개편때 시둔면 ‘장암리’로 개칭되었다.
1964년 5월 8일 《의정부시의명칭과구역에관한조례》를 개정 공포(조례 제19호)하여, 같은 해 6월 1일 동제도가 실시됨에 따라 장암동이 되었다. 장암동은 신곡동과 함께 행정동인 장곡동에 속해 있어 동주민센터를 30년간이나 갖지 못하다가 1994년 7월 1일에 인구 증가로 분동되어 장암동주민센터를 갖게 되었다.

## 법정동
- 장암동

## 교육
- 동암초등학교
- 의정부장암초등학교
- 동암중학교

## 아파트
| 단지명             | 건설사     | 시행사                                 | 주소             | 입주        | 비고                          |
| ------------------ | ---------- | -------------------------------------- | ---------------- | ----------- | ----------------------------- |
| 장암주공 7단지     | ㈜한양     | 대한주택공사                           | 회룡로 254       | 1998년 9월  |                               |
| 장암푸르지오 1단지 | 대우건설   | 대우건설                               | 장곡로226번길 52 | 2004년 10월 | 구 신성통상㈜ 의정부공장 부지 |
| 장암 더샵 포레스트 | 포스코건설 | 장암생활권4구역 주택재개발정비사업조합 |                  | 2020년 2월  |                               |
| 수락리버시티 1단지 | 신일건업㈜ | 서울주택도시공사                       | 누원로 51        | 2009년 8월  | 1·2단지는 서울 노원구 소재    |
| 수락리버시티 2단지 | 신일건업㈜ | 서울주택도시공사                       | 누원로 52        | 2009년 8월  | 1·2단지는 서울 노원구 소재    |